# بازی‌های جهانی زنان
بازی‌های جهانی زنان مسابقاتی بود که مابین سال‌های ۱۹۲۲ تا ۱۹۳۴ میلادی برگزار شد.
این مسابقات توسط آلیس میلیا و فدراسیون بین‌المللی ورزش‌ زنان بیان‌گذاری شد تا عدم حضور زنان در بازی‌های المپیک را جبران کند.

## مسابقات
| دوره | سال  | شهر    | کشور     | ورزشگاه                | تاریخ       | شرکت‌کنندگان           |
| ---- | ---- | ------ | -------- | ---------------------- | ----------- | --------------------- |
| I    | ۱۹۲۲ | پاریس  | فرانسه   | ورزشگاه پرشینگ         | ۲۰ اوت      | ۷۷ ورزشکار و ۵ کشور   |
| II   | ۱۹۲۶ | یوتبری | سوئد     | ورزشگاه اسلوتسکوگس‌والن | ۲۷–۲۹ اوت   | ۱۰۰ ورزشکار و ۹ کشور  |
| III  | ۱۹۳۰ | پراگ   | چکسلواکی | ورزشگاه جنرالی آرنا    | ۶–۸ سپتامبر | ۲۰۰ ورزشکار و ۱۷ کشور |
| IV   | ۱۹۳۴ | لندن   | بریتانیا | ورزشگاه ویت سیتی       | ۹–۱۱ اوت    | ۲۰۰ ورزشکار و ۱۹ کشور |